# Protestantyzm na świecie
     Religia dominująca (ponad 50%)
     Duża mniejszość religijna (ponad 10%)

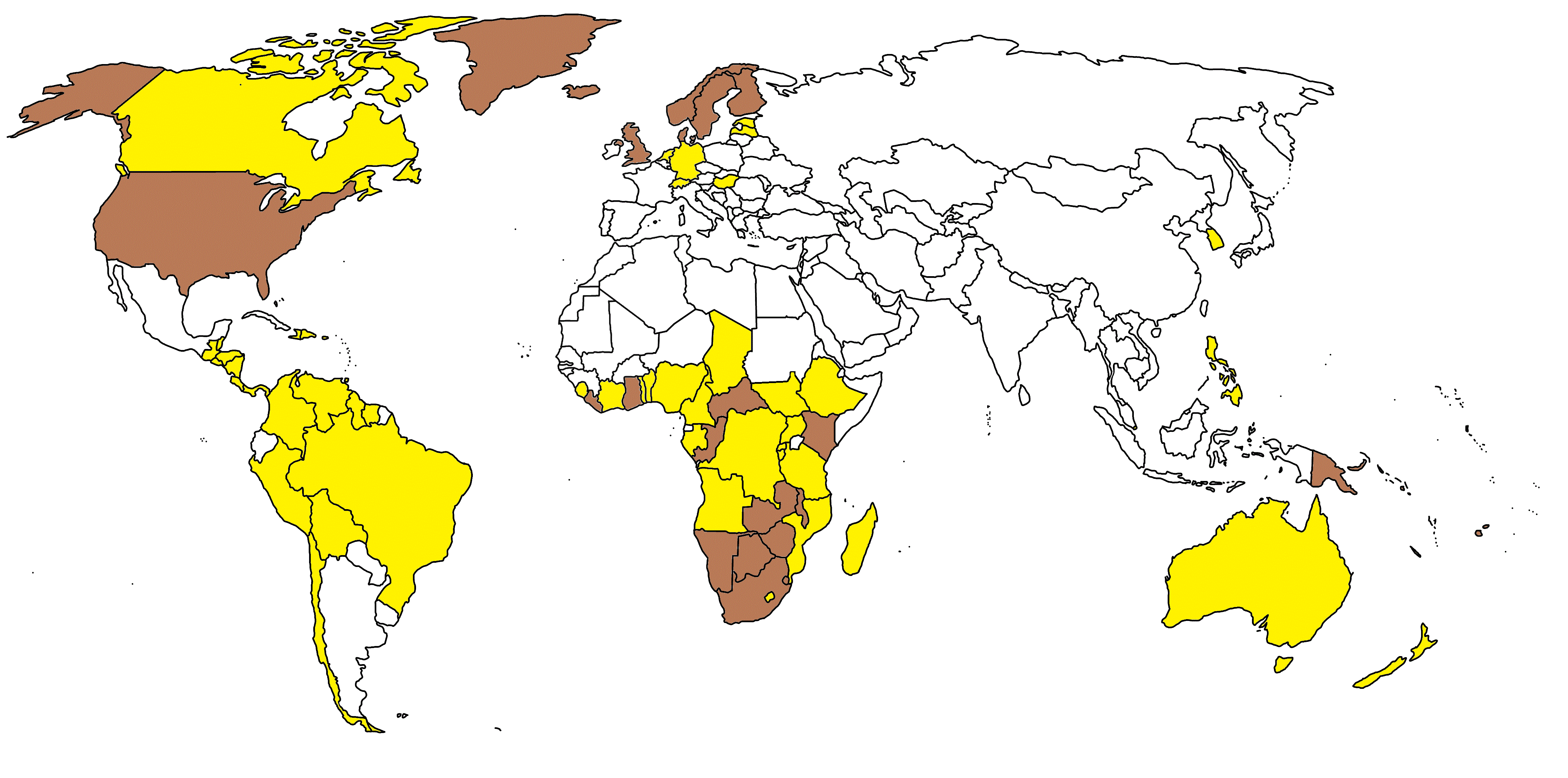
Protestantyzm na świecie w 2010 roku.
Religia dominująca (ponad 50%)
Duża mniejszość religijna (ponad 10%)

Artykuł przedstawia statystyki protestantyzmu według krajów świata, regionów i kontynentów. Uwzględniono niemalże wszystkie nurty protestantyzmu, które opierają się na podstawach religii chrześcijańskiej i akceptują pięć zasad protestantyzmu m.in. zielonoświątkowców, baptystów, luteran, anglikanów, adwentystów, anabaptystów, ewangelików reformowanych, prezbiterianów, kongregacjonalistów, Kościoły Chrystusowe, metodystów, ruch uświęceniowy, kościoły niezależne, oraz protestantów niedenominacyjnych.
Na świecie żyje ponad 800 milionów protestantów, co stawia protestantyzm na drugim miejscu po katolicyzmie pod względem liczby zrzeszonych w tym nurcie chrześcijan. Blisko trzech na dziesięciu chrześcijan jest wyznania protestanckiego. Statystykę procentową opracowano głównie na podstawie Pew Research Center i Joshua Project (oznaczane *). Więcej danych można znaleźć na Międzynarodowym Raporcie Wolności Religijnej Departamentu Stanu Stanów Zjednoczonych Ameryki z 2004 r., a także Adherents.com oraz The CIA World Factbook. Populację i stosunek podano na podstawie danych pochodzących z Pew Research Center i Joshua Project.
| Największe kościoły protestanckie na świecie (2000-2014) |                 |                               |
| Kościół                                                  | Liczba wiernych | Zasięg geograficzny           |
| Zbory Boże                                               | 66.400.000      | ogólnoświatowy                |
| Kościół Chrystusowy w Kongo                              | 25.500.000      | Demokratyczna Republika Konga |
| Kościół Anglii                                           | 24.400.000      | Wielka Brytania               |
| Kościół Ewangelicki w Niemczech                          | 23.896.000      | Niemcy                        |
| Patriotyczny Ruch Potrójnej Autonomii                    | 23.000.000      | Chiny                         |
| Kościół Adwentystów Dnia Siódmego                        | 18.100.000      | ogólnoświatowy                |
| Kościół Nigerii                                          | 18.000.000      | Nigeria                       |
| Południowa Konwencja Baptystyczna                        | 15.980.000      | Stany Zjednoczone             |
| Kościół Apostolski                                       | 14.000.000      | ogólnoświatowy                |
| Zjednoczony Kościół Metodystyczny                        | 12.100.000      | ogólnoświatowy                |
| Wspólnota Fangcheng (zielonoświątkowcy)                  | 12.000.000      | Chiny                         |
| Kościół Nowoapostolski                                   | 10.034.000      | ogólnoświatowy                |
| China Gospel Fellowship                                  | 10.000.000      | Chiny                         |
| Narodowa Konwencja Baptystyczna                          | 9.500.000       | Stany Zjednoczone             |
| Kościół Ugandy (anglikanizm)                             | 8.800.000       | ogólnoświatowy                |
| Kościół Poczwórnej Ewangelii                             | 8.500.000       | ogólnoświatowy                |
| Kościół Boży w Chrystusie                                | 8.000.000       | ogólnoświatowy                |
| Uniwersalny Kościół Królestwa Bożego                     | 8.000.000       | ogólnoświatowy                |
| Kościół Boży (Cleveland)                                 | 7.000.000       | ogólnoświatowy                |
| Kale Heywet                                              | 6.700.000       | Etiopia                       |
| Kościół Szwecji                                          | 6.590.000       | Szwecja                       |
| Konwencja Baptystyczna Nigerii                           | 6.500.000       | Nigeria                       |
| Etiopski Kościół Ewangelicki Mekane Yesus                | 6.300.000       | Etiopia                       |
| Kościół „Jezus jest Panem”                               | 6.000.000       | ogólnoświatowy                |
| Ewangelicko-Luterański Kościół Tanzanii                  | 5.800.000       | Tanzania                      |
| Kościół Chrystusowy                                      | 5.100.000       | ogólnoświatowy                |
| Kościół Anglikański Kenii                                | 5.000.000       | Kenia                         |
| Odkupiony Chrześcijański Kościół Boży                    | 5.000.000       | ogólnoświatowy                |
| Apostolski Kościół Chrystusa                             | 5.000.000       | Nigeria                       |

## Według krajów

### A
| Region              | Kraj                          | Liczba ludności (2010) | Procent protestantów | Liczba protestantów |
| Azja Południowa     | Afganistan                    | 31.410.000             | 0,1%                 | 30.000              |
| Europa Południowa   | Albania                       | 3.200.000              | 0,13%                | 4.100*              |
| Afryka Północna     | Algieria                      | 35.470.000             | 0,17%                | 60.000              |
| Europa Południowa   | Andora                        | 88.000                 | 0,45%                | 400*                |
| Afryka Południowa   | Angola                        | 19.080.000             | 30,6%                | 5.840.000           |
| Karaiby             | Anguilla                      | 16.000                 | 80,0%                | 12.800*             |
| Karaiby             | Antigua i Barbuda (spis 2011) | 84.816                 | 72,9%                | 61.858              |
| Bliski Wschód       | Arabia Saudyjska              | 27.450.000             | 0,36%                | 100.000             |
| Ameryka Południowa  | Argentyna                     | 40.410.000             | 7,32%                | 2.960.000           |
| Bliski Wschód       | Armenia                       | 3.090.000              | 2,27%                | 70.000              |
| Karaiby             | Aruba                         | 109.000                | 5,35%                | 5.800*              |
| Australia i Oceania | Australia                     | 22.270.000             | 38,7%                | 8.620.000           |
| Europa Zachodnia    | Austria                       | 8.390.000              | 5,13%                | 430.000             |
| Bliski Wschód       | Azerbejdżan                   | 9.190.000              | 0,22%                | 20.000              |

### B
| Region                    | Kraj                       | Liczba ludności (2010) | Procent protestantów | Liczba protestantów |
| Karaiby                   | Bahamy                     | 340.000                | 82,4%                | 280.000             |
| Bliski Wschód             | Bahrajn                    | 1.260.000              | 4,8%                 | 60.000              |
| Azja Południowa           | Bangladesz                 | 148.690.000            | 0,11%                | 170.000             |
| Karaiby                   | Barbados                   | 270.000                | 88%                  | 240.000             |
| Europa Zachodnia          | Belgia                     | 10.710.000             | 1,4%                 | 150.000             |
| Ameryka Środkowa          | Belize                     | 310.000                | 35,5%                | 110.000             |
| Afryka Zachodnia          | Benin                      | 8.850.000              | 23,2%                | 2.050.000           |
| Ameryka Północna          | Bermudy                    | 60.000                 | 64,8%                | 40.000              |
| Azja Południowa           | Bhutan                     | 756.000                | 0,35%                | 2.650*              |
| Europa Wschodnia          | Białoruś                   | 9.600.000              | 0,94%                | 90.000              |
| Ameryka Południowa        | Boliwia                    | 9.930.000              | 13,7%                | 1.360.000           |
| Europa Południowa         | Bośnia i Hercegowina       | 3.793.000              | 0,05%                | 1.900*              |
| Afryka Południowa         | Botswana                   | 2.010.000              | 65,7%                | 1.320.000           |
| Ameryka Południowa        | Brazylia                   | 194.950.000            | 20,8%                | 40.500.000          |
| Azja Południowo-Wschodnia | Brunei                     | 400.000                | 4,4%                 | 20.000              |
| Karaiby                   | Brytyjskie Wyspy Dziewicze | 24.000                 | 59,5%                | 14,300*             |
| Europa Wschodnia          | Bułgaria                   | 7.490.000              | 0,53%                | 40.000              |
| Afryka Zachodnia          | Burkina Faso               | 16.470.000             | 4,2%                 | 690.000             |
| Afryka Środkowa           | Burundi                    | 8.380.000              | 20,2%                | 1.690.000           |

### C
| Region             | Kraj       | Liczba ludności (2010) | Procent protestantów | Liczba protestantów |
| Ameryka Południowa | Chile      | 17.110.000             | 15,5%                | 2.660.000           |
| Azja Wschodnia     | Chiny      | 1.341.340.000          | 4,33%                | 58.040.000          |
| Europa Południowa  | Chorwacja  | 4.400.000              | 0,3%                 | 10.000              |
| Karaiby            | Curaçao    | 156.000                | 11,8%                | 18.400*             |
| Bliski Wschód      | Cypr       | 1.154.000              | 2,8%                 | 32.000*             |
| Afryka Środkowa    | Czad       | 11.230.000             | 17,6%                | 1.980.000           |
| Europa Południowa  | Czarnogóra | 640.000                | 0,8%                 | 5.200*              |
| Europa Środkowa    | Czechy     | 10.490.000             | 3,4%                 | 360.000             |

### D
| Region           | Kraj                          | Liczba ludności (2010) | Procent protestantów | Liczba protestantów |
| Europa Północna  | Dania                         | 5.550.000              | 82,0%                | 4.550.000           |
| Afryka Środkowa  | Demokratyczna Republika Konga | 65.970.000             | 48,0%                | 31.700.000          |
| Karaiby          | Dominika                      | 67.000                 | 22,6%                | 15.150*             |
| Karaiby          | Dominikana                    | 9.930.000              | 20,95%               | 2.080.000           |
| Afryka Wschodnia | Dżibuti                       | 929.000                | 0,2%                 | 1.900*              |

### E
| Region             | Kraj    | Liczba ludności (2010) | Procent protestantów | Liczba protestantów |
| Afryka Północna    | Egipt   | 81.120.000             | 0,36%                | 290.000             |
| Ameryka Południowa | Ekwador | 14.460.000             | 9,6%                 | 1.390.000           |
| Afryka Wschodnia   | Erytrea | 5.250.000              | 0,7%                 | 40.000              |
| Europa Północna    | Estonia | 1.340.000              | 20,9%                | 280.000             |
| Afryka Wschodnia   | Etiopia | 82.950.000             | 19,2%                | 15.910.000          |

### F
| Region                    | Kraj      | Liczba ludności (2010) | Procent protestantów | Liczba protestantów |
| Australia i Oceania       | Fidżi     | 860.000                | 53,5%                | 460.000             |
| Azja Południowo-Wschodnia | Filipiny  | 93.260.000             | 10,7%                | 10.030.000          |
| Europa Północna           | Finlandia | 5.360.000              | 80,2%                | 4.300.000           |
| Europa Zachodnia          | Francja   | 62.790.000             | 1,8%                 | 1.120.000           |

### G
| Region              | Kraj             | Liczba ludności (2010) | Procent protestantów | Liczba protestantów |
| Afryka Zachodnia    | Gabon            | 1.510.000              | 23,8%                | 360.000             |
| Afryka Zachodnia    | Gambia           | 1.730.000              | 1,5%                 | <30.000             |
| Afryka Zachodnia    | Ghana            | 24.390.000             | 60,8%                | 14.830.000          |
| Europa Południowa   | Gibraltar        | 29.000                 | 10,2%                | 2.950*              |
| Europa Południowa   | Grecja           | 11.360.000             | 0,3%                 | 30.000              |
| Karaiby             | Grenada          | 106.000                | 41,2%                | 43.700*             |
| Ameryka Północna    | Grenlandia       | 56.000                 | 66,0%                | 37.000*             |
| Bliski Wschód       | Gruzja           | 4.350.000              | 0,4%                 | <20.000             |
| Australia i Oceania | Guam             | 180.000                | 17,7%                | 31.860              |
| Ameryka Południowa  | Gujana           | 750.000                | 48,9%                | 370.000             |
| Ameryka Południowa  | Gujana Francuska | 230.000                | 5,9%                 | 13.600              |
| Karaiby             | Gwadelupa        | 460.000                | 7,5%                 | 34.500              |
| Ameryka Środkowa    | Gwatemala        | 14.390.000             | 35,6%                | 5.130.000           |
| Afryka Zachodnia    | Gwinea           | 9.980.000              | 3,4%                 | 340.000             |
| Afryka Zachodnia    | Gwinea Bissau    | 1.520.000              | 2,1%                 | 32.000              |
| Afryka Zachodnia    | Gwinea Równikowa | 700.000                | 7,5%                 | 52.500              |

### H
| Region            | Kraj      | Liczba ludności (2010) | Procent protestantów | Liczba protestantów |
| Karaiby           | Haiti     | 9.990.000              | 29,5%                | 2.950.000           |
| Europa Południowa | Hiszpania | 46.080.000             | 1,0%                 | 460.000             |
| Europa Zachodnia  | Holandia  | 16.610.000             | 21,85%               | 3.630.000           |
| Ameryka Środkowa  | Honduras  | 7.600.000              | 36,6%                | 2.780.000           |
| Azja Wschodnia    | Hongkong  | 7.050.000              | 9,5%                 | 670.000             |

### I
| Region                    | Kraj      | Liczba ludności (2010) | Procent protestantów | Liczba protestantów |
| Azja Południowa           | Indie     | 1.224.610.000          | 1,5%                 | 18.860.000          |
| Azja Południowo-Wschodnia | Indonezja | 239.870.000            | 5,8%                 | 13.860.000          |
| Bliski Wschód             | Irak      | 31.670.000             | 0,35%                | 110.000             |
| Bliski Wschód             | Iran      | 76.034.000             | 0,03%                | 23.000*             |
| Europa Zachodnia          | Irlandia  | 4.470.000              | 5,1%                 | 230.000             |
| Europa Północna           | Islandia  | 320.000                | 91,3%                | 292.000             |
| Bliski Wschód             | Izrael    | 7.420.000              | 0,4%                 | 30.000              |

### J
| Region         | Kraj     | Liczba ludności (2010) | Procent protestantów | Liczba protestantów |
| Karaiby        | Jamajka  | 2.740.000              | 72,8%                | 2.000.000           |
| Azja Wschodnia | Japonia  | 126.540.000            | 0,7%                 | 910.000             |
| Bliski Wschód  | Jemen    | 26.017.000             | 0,05%                | 13.000              |
| Bliski Wschód  | Jordania | 6.190.000              | 0,3%                 | 18.600              |

### K
| Region                    | Kraj             | Liczba ludności (2010) | Procent protestantów | Liczba protestantów |
| Karaiby                   | Kajmany          | 60.000                 | 70,8%                | 42.000              |
| Azja Południowo-Wschodnia | Kambodża         | 14.140.000             | 0,3%                 | <50.000             |
| Afryka Zachodnia          | Kamerun          | 19.600.000             | 31,6%                | 6.200.000           |
| Ameryka Północna          | Kanada           | 34.020.000             | 27,3%                | 9.300.000           |
| Bliski Wschód             | Katar            | 1.760.000              | 2,8%                 | 49.000              |
| Azja Środkowa             | Kazachstan       | 16.030.000             | 1,9%                 | 310.000             |
| Afryka Wschodnia          | Kenia            | 40.510.000             | 59,6%                | 24.160.000          |
| Azja Środkowa             | Kirgistan        | 5.330.000              | 1,9%                 | 100.000             |
| Australia i Oceania       | Kiribati         | 103.000                | 38,9%                | 40.000              |
| Ameryka Południowa        | Kolumbia         | 46.290.000             | 10%                  | 4.640.000           |
| Afryka Wschodnia          | Komory           | 730.000                | 0,3%                 | 2.200               |
| Afryka Środkowa           | Kongo            | 4.040.000              | 51,4%                | 2.080.000           |
| Azja Wschodnia            | Korea Południowa | 48.180.000             | 17,8%                | 8.560.000           |
| Azja Wschodnia            | Korea Północna   | 24.350.000             | 1,8%                 | 440.000             |
| Europa Południowa         | Kosowo           | 1.848.000              | 0,82%                | 15.000*             |
| Ameryka Środkowa          | Kostaryka        | 4.660.000              | 22,7%                | 1.060.000           |
| Karaiby                   | Kuba             | 11.260.000             | 5,7%                 | 640.000             |
| Bliski Wschód             | Kuwejt           | 2.740.000              | 1,1%                 | 30.000              |

### L
| Region                    | Kraj              | Liczba ludności (2010) | Procent protestantów | Liczba protestantów |
| Azja Południowo-Wschodnia | Laos              | 6.200.000              | 1,0%                 | 60.000              |
| Afryka Południowa         | Lesotho           | 2.170.000              | 49,8%                | 1.080.000           |
| Bliski Wschód             | Liban             | 4.230.000              | 0,95%                | 40.000              |
| Afryka Zachodnia          | Liberia           | 3.990.000              | 76,2%                | 3.040.000           |
| Afryka Północna           | Libia             | 6.448.000              | 0,26%                | 16.800*             |
| Europa Zachodnia          | Liechtenstein     | 36.000                 | 9,2%                 | 3.300*              |
| Europa Północna           | Litwa (spis 2011) | 3.043.429              | 1,13%                | 34.446              |
| Europa Zachodnia          | Luksemburg        | 542.000                | 5,0%                 | 27.000*             |

### Ł
| Region          | Kraj              | Liczba ludności (2011) | Procent protestantów | Liczba protestantów |
| Europa Północna | Łotwa (spis 2011) | 2.250.000              | 32,7%                | 735.000             |

### M
| Region                    | Kraj               | Liczba ludności (2010) | Procent protestantów | Liczba protestantów |
| Europa Południowa         | Macedonia Północna | 2.085.000              | 0,25%                | 5.200*              |
| Afryka Południowa         | Madagaskar         | 20.710.000             | 39,2%                | 8.110.000           |
| Afryka Południowa         | Majotta            | 221.000                | 0,23%                | 500*                |
| Azja Wschodnia            | Makau              | 581.000                | 0,53%                | 3.100*              |
| Afryka Południowa         | Malawi             | 14.900.000             | 55,0%                | 8.200.000           |
| Azja Południowa           | Malediwy           | 326.000                | 0,03%                | 85*                 |
| Azja Południowo-Wschodnia | Malezja            | 28.400.000             | 4,4%                 | 1.240.000           |
| Afryka Zachodnia          | Mali               | 15.370.000             | 0,9%                 | 140.000             |
| Europa Południowa         | Malta              | 428.000                | 1,8%                 | 7.600*              |
| Australia i Oceania       | Mariany Północne   | 63.000                 | 16,7%                | 10.500*             |
| Afryka Północna           | Maroko             | 32.685.000             | 0,01%                | 4.500*              |
| Karaiby                   | Martynika          | 420.000                | 10,3%                | 43.000*             |
| Afryka Północna           | Mauretania         | 3.654.000              | 0,04%                | 1.500*              |
| Afryka Południowa         | Mauritius          | 1.319.000              | 8,85%                | 117.000*            |
| Ameryka Środkowa          | Meksyk             | 113.420.000            | 8,3%                 | 9.390.000           |
| Australia i Oceania       | Mikronezja         | 110.000                | 41,7%                | 46.000              |
| Azja Południowo-Wschodnia | Mjanma             | 47.960.000             | 6,6%                 | 3.160.000           |
| Europa Wschodnia          | Mołdawia           | 3.570.000              | 1,4%                 | 50.000              |
| Europa Zachodnia          | Monako             | 34.000                 | 3,4%                 | 1.200*              |
| Azja Wschodnia            | Mongolia           | 2.760.000              | 1,6%                 | 40.000              |
| Afryka Południowa         | Mozambik           | 23.390.000             | 27,1%                | 6.330.000           |

### N
| Region              | Kraj           | Liczba ludności (2010) | Procent protestantów | Liczba protestantów |
| Afryka Południowa   | Namibia        | 2.280.000              | 73,4%                | 1.680.000           |
| Australia i Oceania | Nauru          | 11.000                 | 52,75%               | 5.800*              |
| Azja Południowa     | Nepal          | 29.960.000             | 0,43%                | 130.000             |
| Europa Zachodnia    | Niemcy         | 82.300.000             | 34,8%                | 28.640.000          |
| Afryka Zachodnia    | Niger          | 15.510.000             | 0,5%                 | 80.000              |
| Afryka Zachodnia    | Nigeria        | 158.420.000            | 37,7%                | 59.680.000          |
| Ameryka Środkowa    | Nikaragua      | 5.790.000              | 26,4%                | 1.530.000           |
| Europa Północna     | Norwegia       | 4.880.000              | 83,4%                | 4.070.000           |
| Australia i Oceania | Nowa Kaledonia | 250.000                | 32%                  | 80.000              |
| Australia i Oceania | Nowa Zelandia  | 4.370.000              | 40,5%                | 1.770.000           |

### O
| Region        | Kraj | Liczba ludności (2010) | Procent protestantów | Liczba protestantów |
| Bliski Wschód | Oman | 2.780.000              | 1,3%                 | <40.000             |

### P
| Region              | Kraj                | Liczba ludności (2010) | Procent protestantów | Liczba protestantów |
| Azja Południowa     | Pakistan            | 173.590.000            | 1,1%                 | 1.950.000           |
| Bliski Wschód       | Palestyna           | 4.040.000              | 0,6%                 | <30.000             |
| Australia i Oceania | Palau               | 21.000                 | 22%                  | 4.600*              |
| Ameryka Środkowa    | Panama              | 3.520.000              | 16,5%                | 580.000             |
| Australia i Oceania | Papua-Nowa Gwinea   | 6.860.000              | 68,4%                | 4.690.000           |
| Ameryka Południowa  | Paragwaj            | 6.450.000              | 6,4%                 | 410.000             |
| Ameryka Południowa  | Peru                | 29.080.000             | 12,5%                | 3.630.000           |
| Australia i Oceania | Polinezja Francuska | 270.000                | 40,6%                | 110.000             |
| Europa Środkowa     | Polska              | 38.280.000             | 0,4%                 | <160.000            |
| Karaiby             | Portoryko           | 3.750.000              | 25%                  | 940.000             |
| Europa Południowa   | Portugalia          | 10.680.000             | 1,6%                 | 170.000             |

### R
| Region            | Kraj                          | Liczba ludności (2010) | Procent protestantów | Liczba protestantów |
| Afryka Południowa | Południowa Afryka             | 50.130.000             | 72,9%                | 36.550.000          |
| Afryka Środkowa   | Republika Środkowoafrykańska  | 4.400.000              | 60,7%                | 2.670.000           |
| Afryka Zachodnia  | Republika Zielonego Przylądka | 500.000                | 6,9%                 | <40.000             |
| Afryka Południowa | Reunion                       | 850.000                | 6,9%                 | 60.000              |
| Europa Wschodnia  | Rosja                         | 142.960.000            | 1,8%                 | 2.560.000           |
| Europa Wschodnia  | Rumunia                       | 21.490.000             | 6,3%                 | 1.350.000           |
| Afryka Środkowa   | Rwanda                        | 10.620.000             | 43,4%                | 4.610.000           |

### S
| Region                    | Kraj                      | Liczba ludności (2010) | Procent protestantów | Liczba protestantów |
| Afryka Północna           | Sahara Zachodnia          | 578.000                | 0,01%                | 40*                 |
| Karaiby                   | Saint Kitts i Nevis       | 53.000                 | 84,1%                | 40.000<             |
| Karaiby                   | Saint Lucia               | 170.000                | 27,9%                | 47.400              |
| Karaiby                   | Saint Vincent i Grenadyny | 110.000                | 81,6%                | 90.000              |
| Ameryka Środkowa          | Salwador                  | 6.190.000              | 35,7%                | 2.210.000           |
| Australia i Oceania       | Samoa                     | 185.000                | 63,6%                | 120.000             |
| Australia i Oceania       | Samoa Amerykańskie        | 71.000                 | 59,5%                | 40.000              |
| Europa Południowa         | San Marino                | 32.000                 | 0,3%                 | 100                 |
| Afryka Zachodnia          | Senegal                   | 12.430.000             | 0,1%                 | <20.000             |
| Europa Południowa         | Serbia (spis 2011)        | 7.186.862              | 1%                   | 71.284              |
| Afryka Południowa         | Seszele                   | 87.000                 | 10%                  | 9.000               |
| Afryka Zachodnia          | Sierra Leone              | 5.870.000              | 13,7%                | 810.000             |
| Azja Południowo-Wschodnia | Singapur                  | 5.090.000              | 10,8%                | 550.000             |
| Europa Środkowa           | Słowacja (spis 2011)      | 5.397.036              | 8,9%                 | 480.000             |
| Europa Południowa         | Słowenia (spis 2011)      | 2.030.000              | 0,8%                 | 16.200              |
| Afryka Wschodnia          | Somalia                   | 9.924.000              | 0,01%                | 1.400*              |
| Azja Południowa           | Sri Lanka                 | 20.860.000             | 0,9%                 | 180.000             |
| Ameryka Północna          | Stany Zjednoczone         | 315.791.000            | 51,5%                | 159.850.000         |
| Afryka Południowa         | Eswatini                  | 1.190.000              | 81,8%                | 970.000             |
| Afryka Północna           | Sudan                     | 32.750.000             | 2,1%                 | 700.000             |
| Afryka Północna           | Sudan Południowy          | 10.800.000             | 20,7%                | 2.240.000           |
| Ameryka Południowa        | Surinam                   | 520.000                | 21,0%                | 110.000             |
| Bliski Wschód             | Syria                     | 20.410.000             | 0,2%                 | 40.000              |
| Europa Zachodnia          | Szwajcaria                | 7.660.000              | 36,8%                | 2.820.000           |
| Europa Północna           | Szwecja                   | 9.380.000              | 64,4%                | 6.040.000           |

### T
| Region                    | Kraj              | Liczba ludności (2010) | Procent protestantów | Liczba protestantów |
| Azja Środkowa             | Tadżykistan       | 6.880.000              | 0,15%                | 10.000              |
| Azja Południowo-Wschodnia | Tajlandia         | 69.120.000             | 0,4%                 | 300.000             |
| Azja Wschodnia            | Tajwan            | 23.220.000             | 4,1%                 | 950.000             |
| Afryka Wschodnia          | Tanzania          | 44.840.000             | 27,3%                | 12.250.000          |
| Azja Południowo-Wschodnia | Timor Wschodni    | 1.120.000              | 1,6%                 | 18.000              |
| Afryka Zachodnia          | Togo              | 6.030.000              | 17,1%                | 1.030.000           |
| Australia i Oceania       | Tonga             | 100.000                | 65,9%                | <70.000             |
| Karaiby                   | Trynidad i Tobago | 1.340.000              | 37,8%                | 510.000             |
| Afryka Północna           | Tunezja           | 10.480.000             | <0,1%                | <10.000             |
| Bliski Wschód             | Turcja            | 72.750.000             | 0,11%                | 80.000              |
| Azja Środkowa             | Turkmenistan      | 5.040.000              | 0,5%                 | <30.000             |
| Karaiby                   | Turks i Caicos    | 40.000                 | 78%                  | 30.000              |
| Australia i Oceania       | Tuvalu            | 10.000                 | 95,4%                | <10.000             |

### U
| Region             | Kraj       | Liczba ludności (2010) | Procent protestantów | Liczba protestantów |
| Afryka Wschodnia   | Uganda     | 33.420.000             | 44,4%                | 14.830.000          |
| Europa Wschodnia   | Ukraina    | 45.450.000             | 1,3%                 | 590.000             |
| Ameryka Południowa | Urugwaj    | 3.370.000              | 6,2%                 | 210.000             |
| Azja Środkowa      | Uzbekistan | 27.440.000             | 0,8%                 | 220.000             |

### W
| Region                    | Kraj                                 | Liczba ludności (2010) | Procent protestantów | Liczba protestantów |
| Australia i Oceania       | Wallis i Futuna                      | 13.000                 | 1%                   | 100<                |
| Australia i Oceania       | Vanuatu                              | 240.000                | 78,1%                | 190.000             |
| Ameryka Południowa        | Wenezuela                            | 28.980.000             | 10,1%                | 2.920.000           |
| Europa Środkowa           | Węgry                                | 9.980.000              | 21,6%                | 2.160.000           |
| Europa Północna           | Wielka Brytania                      | 62.040.000             | 54,5%                | 33.820.000          |
| Azja Południowo-Wschodnia | Wietnam                              | 87.850.000             | 1,6%                 | 1.410.000           |
| Europa Południowa         | Włochy                               | 60.550.000             | 1,3%                 | 800.000             |
| Afryka Zachodnia          | Wybrzeże Kości Słoniowej             | 19.740.000             | 22,7%                | 4.480.000           |
| Europa Północna           | Wyspa Man                            | 80.000                 | 72%                  | 60.000              |
| Australia i Oceania       | Wyspy Cooka                          | 20.000                 | 59,7%                | 10.000<             |
| Karaiby                   | Wyspy Dziewicze Stanów Zjednoczonych | 110.000                | 65,5%                | 70.000<             |
| Australia i Oceania       | Wyspy Marshalla                      | 56.000                 | 87%                  | <50.000             |
| Europa Północna           | Wyspy Owcze                          | 50.000                 | 97,4%                | <50.000             |
| Australia i Oceania       | Wyspy Salomona                       | 540.000                | 76,6%                | 410.000             |
| Afryka Zachodnia          | Wyspy Świętego Tomasza i Książęca    | 170.000                | 9,5%                 | <20.000             |

### Z
| Region            | Kraj                         | Liczba ludności (2010) | Procent protestantów | Liczba protestantów |
| Afryka Południowa | Zambia                       | 13.090.000             | 67,8%                | 8.870.000           |
| Afryka Południowa | Zimbabwe                     | 12.570.000             | 66,8%                | 8.400.000           |
| Bliski Wschód     | Zjednoczone Emiraty Arabskie | 7.510.000              | 1,3%                 | 100.000             |

### Razem
| –     | Liczba ludności (2010) | Procent protestantów | Liczba protestantów |
| Świat | 6.900.000.000          | 11,6%                | 800.640.000         |

## Według kontynentów i regionów
Poniższe zestawienie obejmuje liczbę i procent protestantów w każdym regionie świata. Zawarto także informację, ile procent protestantów w skali świata żyje w danym regionie/kontynencie (Procent protestantów w skali świata).

### Afryka
| Region            | Liczba ludności | Liczba protestantów | Procent protestantów | Procent protestantów w skali świata |
| ----------------- | --------------- | ------------------- | -------------------- | ----------------------------------- |
| Afryka Południowa | 161.717.000     | 87.536.000          | 54,13%               | 10,93%                              |
| Afryka Północna   | 213.985.000     | 3.320.000           | 1,55%                | 0,41%                               |
| Afryka Środkowa   | 104.640.000     | 44.730.000          | 42,75%               | 5,59%                               |
| Afryka Wschodnia  | 218.553.000     | 67.195.000          | 30,75%               | 8,39%                               |
| Afryka Zachodnia  | 322.780.000     | 93.910.000          | 29,09%               | 11,73%                              |
| Łącznie           | 1.021.675.000   | 296.691.000         | 29,04%               | 37,05%                              |

### Azja
| Region                    | Liczba ludności | Liczba protestantów | Procent protestantów | Procent protestantów w skali świata |
| ------------------------- | --------------- | ------------------- | -------------------- | ----------------------------------- |
| Bliski Wschód             | 310.045.000     | 900.000             | 0,29%                | 0,11%                               |
| Azja Południowa           | 1.630.202.000   | 21.323.000          | 1,31%                | 2,66%                               |
| Azja Południowo-Wschodnia | 593.410.000     | 30.698.000          | 5,17%                | 3,83%                               |
| Azja Środkowa             | 60.720.000      | 670.000             | 1,1%                 | 0,08%                               |
| Azja Wschodnia            | 1.574.021.000   | 69.613.000          | 4,42%                | 8,69%                               |
| Łącznie                   | 4.168.398.000   | 123.204.000         | 2,96%                | 15,39%                              |

### Europa
| Region            | Liczba ludności | Liczba protestantów | Procent protestantów | Procent protestantów w skali świata |
| ----------------- | --------------- | ------------------- | -------------------- | ----------------------------------- |
| Europa Środkowa   | 64.147.000      | 3.160.000           | 4,93%                | 0,39%                               |
| Europa Południowa | 154.430.000     | 1.594.000           | 1,03%                | 0,2%                                |
| Europa Północna   | 94.293.000      | 54.231.000          | 57,51%               | 6,77%                               |
| Europa Zachodnia  | 193.542.000     | 37.050.000          | 19,14%               | 4,63%                               |
| Europa Wschodnia  | 230.560.000     | 4.680.000           | 2,03%                | 0,58%                               |
| Łącznie           | 736.972.000     | 100.715.000         | 13,67%               | 12,58%                              |

### Ameryki
| Region             | Liczba ludności | Liczba protestantów | Procent protestantów | Procent protestantów w skali świata |
| ------------------ | --------------- | ------------------- | -------------------- | ----------------------------------- |
| Ameryka Południowa | 392.530.000     | 61.174.000          | 15,58%               | 7,64%                               |
| Ameryka Północna   | 349.927.000     | 169.227.000         | 48,36%               | 21,13%                              |
| Ameryka Środkowa   | 155.880.000     | 22.790.000          | 14,62%               | 2,85%                               |
| Karaiby            | 41.610.000      | 10.200.000          | 24,51%               | 1,27%                               |
| Łącznie            | 939.947.000     | 263.391.000         | 28,02%               | 32,89%                              |

### Australia i Oceania
| Region  | Liczba ludności | Liczba protestantów | Procent protestantów | Procent protestantów w skali świata |
| ------- | --------------- | ------------------- | -------------------- | ----------------------------------- |
| Łącznie | 36.603.000      | 16.770.000          | 45,82%               | 2,09%                               |

## Czołówka

### Kraje z największą liczbą protestantów
Ponad 150 mln
     Ponad 50 mln
     Ponad 20 mln
     Ponad 10 mln
     Ponad 5 mln
     Ponad 1 mln

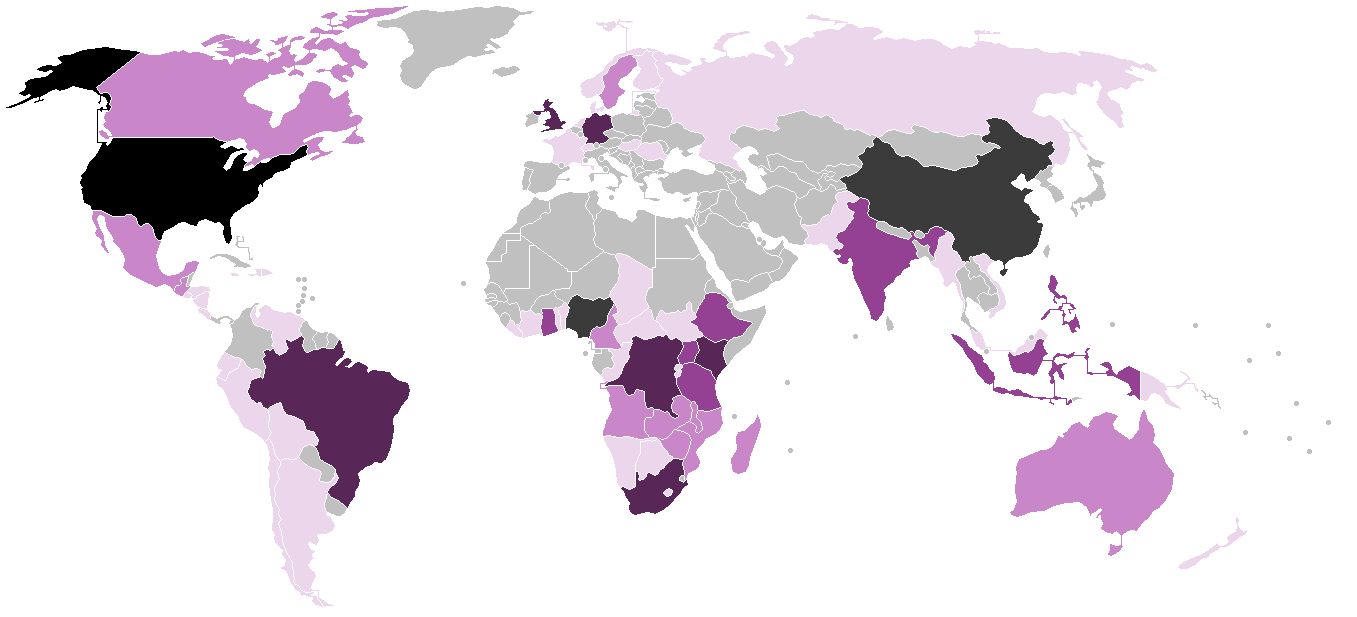
Kraje z największą liczbą protestantów w 2010 r.
Ponad 150 mln
Ponad 50 mln
Ponad 20 mln
Ponad 10 mln
Ponad 5 mln
Ponad 1 mln

Lista obejmuje 40 krajów świata z największą liczbą protestantów (ponad 3 miliony), podając też procentowy udział protestantów w społeczeństwie danego kraju.
| Lp. | Kraj                          | Liczba protestantów | Procent protestantów |
| --- | ----------------------------- | ------------------- | -------------------- |
| 1.  | Stany Zjednoczone             | 159.850.000         | 51,5%                |
| 2.  | Nigeria                       | 59.680.000          | 37,7%                |
| 3.  | Chiny                         | 58.040.000          | 4,3%                 |
| 4.  | Brazylia                      | 40.500.000          | 20,8%                |
| 5.  | Południowa Afryka             | 36.550.000          | 72,9%                |
| 6.  | Wielka Brytania               | 33.820.000          | 54,5%                |
| 7.  | Demokratyczna Republika Konga | 31.700.000          | 48%                  |
| 8.  | Niemcy                        | 28.640.000          | 34,8%                |
| 9.  | Kenia                         | 24.160.000          | 59,6%                |
| 10. | Indie                         | 18.860.000          | 1,5%                 |
| 11. | Etiopia                       | 15.910.000          | 19,2%                |
| 12. | Ghana                         | 14.830.000          | 60,8%                |
| 13. | Uganda                        | 14.830.000          | 44,4%                |
| 14. | Indonezja                     | 13.860.000          | 5,8%                 |
| 15. | Tanzania                      | 12.250.000          | 27,3%                |
| 16. | Filipiny                      | 10.030.000          | 10,7%                |
| 17. | Meksyk                        | 9.390.000           | 8,3%                 |
| 18. | Kanada                        | 9.300.000           | 27,3%                |
| 19. | Zambia                        | 8.870.000           | 67,8%                |
| 20. | Australia                     | 8.620.000           | 38,7%                |
| 21. | Korea Południowa              | 8.560.000           | 17,8%                |
| 22. | Zimbabwe                      | 8.400.000           | 66,8%                |
| 23. | Malawi                        | 8.200.000           | 55,0%                |
| 24. | Madagaskar                    | 8.110.000           | 39,2%                |
| 25. | Mozambik                      | 6.330.000           | 27,1%                |
| 26. | Kamerun                       | 6.200.000           | 31,6%                |
| 27. | Szwecja                       | 6.040.000           | 64,4%                |
| 28. | Angola                        | 5.840.000           | 30,6%                |
| 29. | Gwatemala                     | 5.130.000           | 35,6%                |
| 30. | Papua-Nowa Gwinea             | 4.690.000           | 68,4%                |
| 31. | Kolumbia                      | 4.640.000           | 10%                  |
| 32. | Rwanda                        | 4.610.000           | 43,4%                |
| 33. | Dania                         | 4.550.000           | 82%                  |
| 34. | Wybrzeże Kości Słoniowej      | 4.480.000           | 22,7%                |
| 35. | Finlandia                     | 4.300.000           | 80,2%                |
| 36. | Norwegia                      | 4.070.000           | 83,4%                |
| 37. | Holandia                      | 3.630.000           | 21,8%                |
| 38. | Peru                          | 3.630.000           | 12,5%                |
| 39. | Mjanma                        | 3.160.000           | 6,6%                 |
| 40. | Liberia                       | 3.040.000           | 76,2%                |

### Kraje z największym procentowym udziałem protestantów

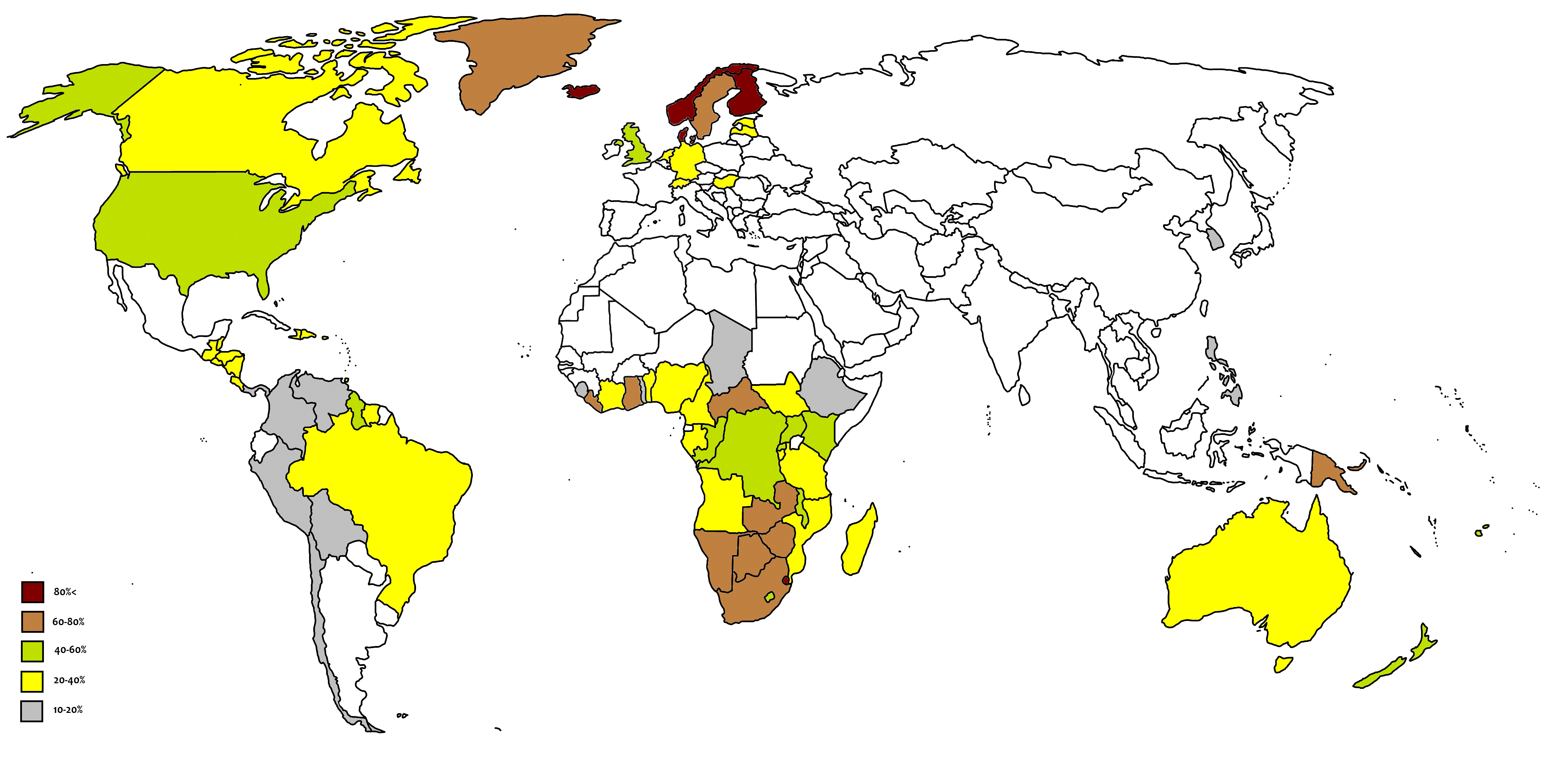
Kraje z największym procentowym udziałem protestantów w 2010 r.

Lista obejmuje 45 krajów świata z największym procentowym (ponad 50%) udziałem protestantów, podając też liczbę protestantów w danym kraju.
| Lp. | Kraj                                 | Procent protestantów | Liczba protestantów |
| --- | ------------------------------------ | -------------------- | ------------------- |
| 1.  | Wyspy Owcze                          | 97,4%                | <50.000             |
| 2.  | Tuvalu                               | 95,4%                | 9.500               |
| 3.  | Islandia                             | 91,3%                | 292.000             |
| 4.  | Barbados                             | 88%                  | 240.000             |
| 5.  | Wyspy Marshalla                      | 87%                  | 48.600              |
| 6.  | Saint Kitts i Nevis                  | 84,1%                | 40.000<             |
| 7.  | Norwegia                             | 83,4%                | 4.070.000           |
| 8.  | Bahamy                               | 82,4%                | 280.000             |
| 9.  | Dania                                | 82%                  | 4.550.000           |
| 10. | Eswatini                             | 81,8%                | 970.000             |
| 11. | Saint Vincent i Grenadyny            | 81,6%                | 90.000              |
| 12. | Finlandia                            | 80,2%                | 4.300.000           |
| 13. | Anguilla                             | 80%                  | 12.800              |
| 14. | Vanuatu                              | 78,1%                | 190.000             |
| 15. | Turks i Caicos                       | 78%                  | 30.000              |
| 16. | Wyspy Salomona                       | 76,6%                | 410.000             |
| 17. | Liberia                              | 76,2%                | 3.040.000           |
| 18. | Namibia                              | 73,4%                | 1.680.000           |
| 19. | Południowa Afryka                    | 72,9%                | 36.550.000          |
| 20. | Jamajka                              | 72,8%                | 2.000.000           |
| 21. | Wyspa Man                            | 72%                  | 60.000              |
| 22. | Kajmany                              | 70,8%                | 42.000              |
| 23. | Papua-Nowa Gwinea                    | 68,4%                | 4.690.000           |
| 24. | Zambia                               | 67,8%                | 8.870.000           |
| 25. | Zimbabwe                             | 66,8%                | 8.400.000           |
| 26. | Grenlandia                           | 66%                  | 37.000              |
| 27. | Tonga                                | 65,9%                | <70.000             |
| 28. | Botswana                             | 65,7%                | 1.320.000           |
| 29. | Wyspy Dziewicze Stanów Zjednoczonych | 65,5%                | 70.000<             |
| 30. | Bermudy                              | 64,8%                | 40.000              |
| 31. | Szwecja                              | 64,4%                | 6.040.000           |
| 32. | Samoa                                | 63,6%                | 120.000             |
| 33. | Antigua i Barbuda                    | 63,6%                | 57.000              |
| 34. | Ghana                                | 60,8%                | 14.830.000          |
| 35. | Republika Środkowoafrykańska         | 60,7%                | 2.670.000           |
| 36. | Wyspy Cooka                          | 59,7%                | 10.000<             |
| 37. | Kenia                                | 59,6%                | 24.160.000          |
| 38. | Samoa Amerykańskie                   | 59,5%                | 40.000              |
| 39. | Brytyjskie Wyspy Dziewicze           | 59,5%                | 14.000              |
| 40. | Malawi                               | 55%                  | 8.200.000           |
| 41. | Wielka Brytania                      | 54,5%                | 33.820.000          |
| 42. | Fidżi                                | 53,5%                | 460.000             |
| 43. | Nauru                                | 52,7%                | 5.800               |
| 44. | Stany Zjednoczone                    | 51,5%                | 159.850.000         |
| 45. | Kongo                                | 51,4%                | 2.080.000           |